# U.S. Route 20 (Nebraska)
La U.S. Route 20 o Ruta Federal 20 (abreviada US 20) es una autopista federal ubicada en el estado de Nebraska. La autopista inicia en el Oeste desde la US 20  oeste de Harrison hacia el Este en la I 129  , US 20 , US 75  en South Sioux City. La autopista tiene una longitud de 5420 km (431.57 mi).

## Mantenimiento
Al igual que las carreteras estatales, las carreteras interestatales, y el resto de rutas federales, la U.S. Route 20 es administrada y mantenida por el Departamento de Carreteras de Nebraska por sus siglas en inglés NDOR.

## Cruces
La U.S. Route 20 es atravesada principalmente por la  US 385  cerca de Chadron
 US 83  cerca de Valentine
 US 183  en Bassett
 US 281  en O'Neill
 US 275  en O'Neill
 US 81  cerca de Randolph
 US 75  US 77  cerca de South Sioux City.